# Висмутид неодима
Висмутид неодима — бинарное неорганическое соединение
неодима и висмута
с формулой NdBi,
кристаллы.

## Получение
- Сплавление стехиометрических количеств чистых веществ:

{\displaystyle {\mathsf {Nd+Bi\ {\xrightarrow {1900^{o}C}}\ NdBi}}}

## Физические свойства
Висмутид неодима образует кристаллы
кубической сингонии,
пространственная группа F m3m,
параметры ячейки a = 0,64222 нм, Z = 4,
структура типа хлорида натрия NaCl
.
Соединение конгруэнтно плавится при температуре 1900°С .
При температуре 24 К в соединении происходит антиферромагнитный переход .